# Роберто Глерія
Роберто Глерія (італ. Roberto Gleria, 15 жовтня 1968) — італійський плавець.
Учасник Олімпійських Ігор 1988, 1992 років.
Призер Чемпіонату світу з водних видів спорту 1991 року.
Чемпіон Європи з водних видів спорту 1989 року, призер 1991 року.
Переможець Ігор Співдружності 1986 року.